# Old Portage Road

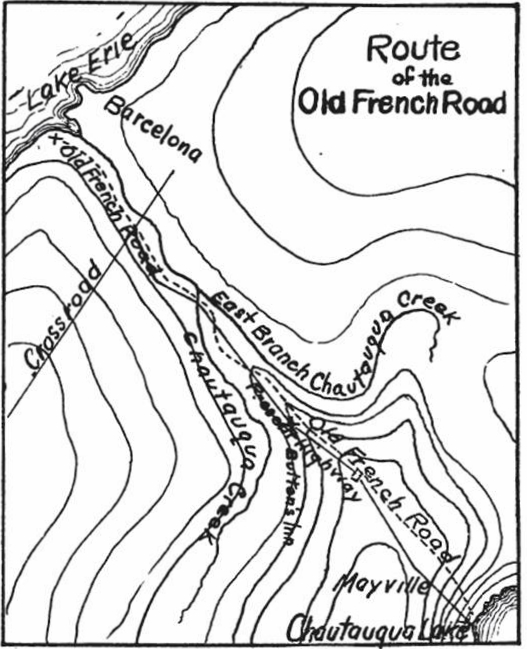
Handgezeichnete Karte der French Portage Road, um 1912

Die Old Portage Road (Alte Transportstraße), auch bekannt als Old French Road und French Portage Trail, war ein Pfad der amerikanischen Ureinwohner und später eine Straße im heutigen Chautauqua County im US-Bundesstaat New York. Die Straße verband den Eriesee und den Chautauqua Lake und damit die Großen Seen mit dem Einzugsgebiet des Mississippi Rivers.
Die Straße spielte eine wichtige Rolle in der amerikanischen Geschichte. Es wird angenommen, dass Étienne Brûlé der erste Europäer war, der den Weg 1615 benutzte. 1749 landete eine Expedition unter dem Kommando von Pierre Joseph Céloron de Blainville an der Mündung des Chautauqua Creek in den Eriesee mit der Absicht, das Tal des Ohio Rivers für Frankreich zu beanspruchen. Sie schlugen eine Straße durch die Wälder zum Chautauqua Lake und weiter zum Allegheny River und somit zum Ohio River.
Ab 1753 wurde die Straße für Militärzwecke genutzt, zur Versorgung der von den Franzosen entlang des Allegheny-Flusses errichteten Festungen Fort Le Boeuf, Fort Machault und Fort Duquesne. Die Straße wurde nach Beginn des Siebenjährigen Kriegs in Nordamerika im Jahr 1754 nicht mehr genutzt, als sich das Kriegsgeschehen in andere Gebiete verschob.
Die Briten stellten den Weg 1782 während der letzten Phasen des amerikanischen Unabhängigkeitskrieges kurzzeitig wieder her, als sie den Chautauqua Lake als Stützpunkt für den Angriff auf Fort Pitt nutzten. Der Plan wurde abgebrochen, als klar wurde, dass ein solcher Angriff zwecklos wäre.
Reste der Portage Road sind bis heute erhalten: Der größte Teil der New York State Route 394 (NY 394) zwischen den beiden Gewässern heißt Portage Street, und ein früheres Teilstück der NY 394 südlich des Ortes Westfield heißt Old Portage Road.